# Atyria intermediata
Atyria intermediata là một loài bướm đêm trong họ Geometridae.